# The Cloud-Puncher
The Cloud-Puncher è un cortometraggio muto del 1917 diretto da Charles Parrott (Charley Chase).

## Produzione
Il film fu prodotto dalla Fox Film Corporation.

## Distribuzione
Distribuito dalla Fox Film Corporation, il film - un cortometraggio in due bobine - uscì nelle sale cinematografiche degli Stati Uniti il 5 febbraio 1917.